# Sardas
Sardas (aragonesisch Sardás) ist ein spanischer Ort in der Provinz Huesca der Autonomen Gemeinschaft Aragonien. Sardas, im Pyrenäenvorland liegend, gehört zur Gemeinde Sabiñánigo.

## Geographie
Der Ort liegt etwa drei Straßenkilometer östlich von Sabiñánigo.

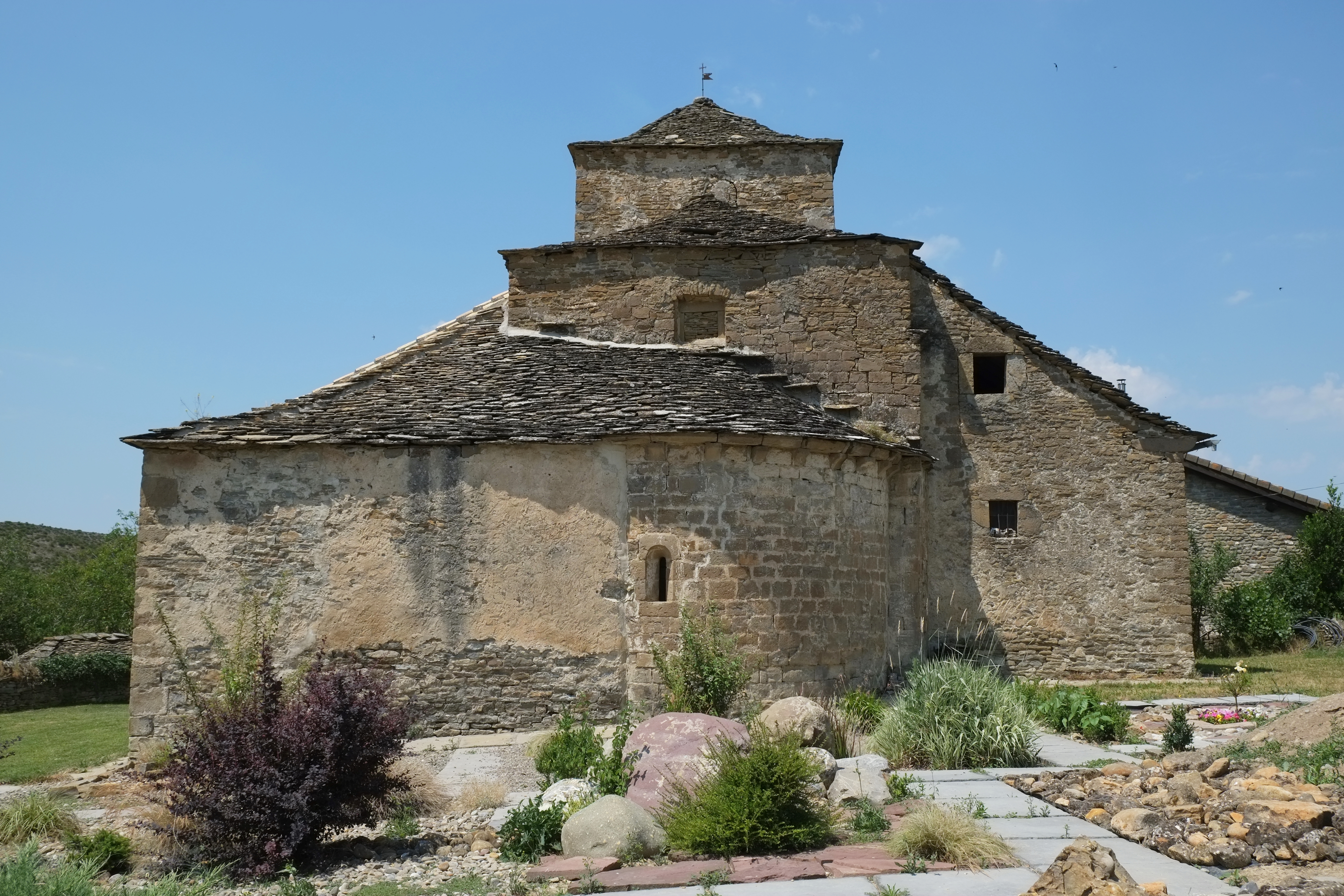
Kirche Santa María

## Sehenswürdigkeiten
- Romanische Pfarrkirche Santa María aus dem 12. Jahrhundert